# Сицкари
Сицкари́ — субэтническая группа русских, живущая в нижнем течении реки Сить (в прошлом правый приток Мологи, ныне впадает в Рыбинское водохранилище), от которой они получили своё название.

## Происхождение и история
Сицкари относятся к субэтническим группам русских смешанного происхождения, то есть образованным в результате освоения русскими новых земель и ассимиляции ими автохтонных племён, в процессе чего в разной степени изменяется антропологический облик, складываются своеобразные черты культуры и языковые особенности. Формирование сицкарей происходило в результате слияния местного финно-угорского населения и славян, двигавшихся двумя потоками на восток из новгородских земель и на север из ростово-суздальских. Так как оканье сицкарей — владимиро-ростовское, а не севернорусское, то можно предполагать, что ростово-суздальские переселенцы численно преобладали над новгородскими.
В XIII веке часть населения Сицкого края была вынуждена покинуть исторический район своего проживания, спасаясь от конных войск Батыя в непроходимых лесах, тем самым осваивая новые территории.
После Столбовского мира со Швецией в 1617 году часть карел, переселявшихся в Тверские земли, осталась в Сицком крае. В XVII веке сюда переселилась часть русского населения из центра (из Москвы — ткачи-«хамовники»), а позднее, в XIX веке, — снова карелы из Тверской и Новгородской губерний, впоследствии обрусевшие. Существуют предположения о наличии у сицкарей белорусского и даже литовского этнического компонентов.
Церковный раскол XVII века не коснулся веры сицкарей, они сохранили традиционные религиозные обряды. До настоящего времени верующие жители Сицкого края крестятся «двумя перстами».
Численность сицкарей на начало XIX века оценивалась примерно в 500 человек (Сить-Покровская волость Мологского уезда Ярославской губернии), к середине XIX века она достигла 2150 человек, а к началу XX века возвратилась к уровню вековой давности. Уменьшение численности группы связано с постепенным исчезновением языковых и культурных особенностей, отличавших сицкарей, и частичной ассимиляцией их соседним русским населением. Ещё в «Очерках Мологского уезда», опубликованных в 1902 году, С. А. Мусин-Пушкин выражал сожаление о том, что говор и быт сицкарей начинает исчезать.

### Генетические исследования
Карта генетических расстояний показывает значительные отличия сицкарей от других популяций русских — у сицкарей отмечаются высокие частоты Y-хромосомной гаплогруппы R-M458 (R1a1a1b1a1-M458), что в целом нехарактерно для русского населения. Это может свидетельствовать о наличии у жителей Сицкого края разрозненных следов популяции, длительно существовавшей и обособленно развивавшейся в прошлом (в настоящее время из-за оттока сельского населения в города следы этой популяции исчезают, поскольку демографически популяция уже не воспроизводит себя). Генетические исследования жителей Ярославской области показали как несостоятельность гипотезы карельского происхождения сицкарей (Y-хромосомная гаплогруппа N1a1, характерная для карел, у сицкарей не обнаружена), так и гипотезы их монголо-татарского происхождения.

## Особенности
Несмотря на общерусское самосознание, сицкари отличали себя от окружающего русского населения, которое они называли хомунами (происхождение этого слова не ясно). В языковом отношении сицкари выделялись некоторыми особенностями. Их говоры характеризовались наличием дзеканья ([дз]еревня — «деревня»), цеканья ([ц]ень — «тень»), и такой разновидностью неразличения аффрикат [ц] и [ч] как чоканье ([ч]апля — «цапля», кури[ч]а — «курица»). Выделялись среди остального русского населения сицкари и антропологически — меньшим ростом и более светлой пигментацией глаз и волос.
Наряду с земледелием и животноводством сицкари активно занимались лесными промыслами: гнали дёготь, выжигали древесный уголь, изготавливали лопаты, колоды, деревянную посуду и другие изделия, строили судоходные барки. Судостроение отразилось в застройке крестьянской усадьбы — кроме избы, житницы, сенного сарая, овина, двора с хлевом у каждого сицкаря была особая постройка — щепник — для хранения оставшихся от строительства барок остатков досок, бруса и пр. После снижения спроса на деревянные суда первостепенное значение приобрело плотницкое ремесло (сицкари всегда славились высоким уровнем плотницкого искусства), связанное с отходом в города и сельские поселения Верхнего Поволжья. Известны постройкой деревянных церквей. Сицкари не занимались пчеловодством и не знали гончарного ремесла. По причине развитости деревообрабатывающих промыслов от соседних русских сицкари получили прозвище «кокора сицкая».
Особенностями их поселений были свободная планировка, а также отсутствие бань. До начала XX века возводились дома с глухими поветями и въездами на них. В материальной культуре сицкарей сохранялись некоторые архаические элементы. Так, деревянные изделия отличались массивностью, грубоватостью, отсутствием декора. Плетёные изделия и мебель обладали чертами сходства с предметами кокшаров (жителей Тарногского района Вологодской области).
Мужчины сицкари, как правило, отличаются невысоким ростом, коренастостью, волосы русые, светлые, иногда рыжие.

## Современное положение
Несмотря на то, что потомки сицкарей уже ничем не отличаются от других русских, в последнее время намечается определённый интерес к прошлому, активизировалось движение по изучению местной культуры. Так, в начале 2000-х годов краеведами Брейтовского района Ярославской области предпринято издание газеты «Сицкий край».